# Station Krosno Miasto
Station Krosno Miasto is een spoorwegstation in de Poolse plaats Krosno.